# Armo, Imperia
Armo är en ort och kommun i provinsen Imperia i regionen Ligurien i Italien. Kommunen hade 110 invånare (2018).